# БК Славия
Вижте пояснителната страница за други значения на Славия.
БК „Славия“ е български баскетболен клуб от София. Той е основан през 1917 г. и е най-старият баскетболен клуб в България. Мъжкия представителен отбор играе в А група. Дамският отбор на белите  през този сезон не се състезава, поради финансови съотношения.[ неясно? ]
Белите играят мачовете си в зала „Триадица“, която е с капацитет от 500 места. През годините клубът носи имената „Хитов“, „Строител“, „Ударник“, „ЖСК Славия“.

## Успехи мъже

### България
- Шампион на България – 3 (1952, 1953, 1997)
- Вицешампион на България – 5 (1950, 1954, 1955, 1995, 1998)
- Бронзов медалист – 1 (1951)
- Носител на Купа на България – 2 (1959, 1997)

## Успехи жени

### България
- Шампион на България – 17 пъти (рекорд) (1953, 1954, 1955, 1956, 1957, 1958, 1959, 1961, 1962, 1963, 1964, 1965, 2002, 2003,2004,2015,2017)
- Вицешампион на България – 8 пъти (1945, 1952, 1960, 1966, 1968, 1992, 2000 и 2001)
- Бронзов медалист – 6 пъти (1946, 1947, 1967, 1981, 1991 и 2018)
- Носител на Купа на България – 10 пъти (1952, 1953, 1955, 1956, 1966, 1970, 1971, 1984, 2001 и 2003)
- финалист – 5 пъти (1954, 1975, 1992, 2000 и 2002)
- трето място – 8 пъти (1965, 1968, 1973, 1985, 1993, 1997, 2004, 2018,2021/2022)

### Европейски клубни турнири
- Носител на КЕШ (2) – (1959, 1963)
- Финалист за КЕШ (2) – (1960, 1965)
- трето място (2) – (1964, 1966)

## Известни играчи
- Цвятко Барчовски
- Иван Владимиров
- Александър Попов
- Ивайло Равуцов
- Ваня Войнова
- Лили Ковачева
- Соня Божкова
- Веска Симеонова
- Гиргина Скерлатова
- Снежана Михайлова
- Жасмин Капралова
- Марияна Русева
- Евладия Славчева
- Теодора Петрова
- Марияна Борукова
- Десислава Ангелова
- Светла Петрова
- Георги Вачев
- ДОРА ВАСИЛЕВА

## Известни треньори
- Димитър Митев
- Асен Джонджуров
- Красимир Драгоев
- Георги Божков
- Росен Барчовски
- Стоян Божанков
- Константин Папазов
- Иван Делчев
- Кирил Куков
- Гиргина Скерлатова
- Гергана  Славчева
- Силвия Пеева

## Настоящ състав мъже
Александър Ангелов(1999-05-10) - атакуващ гард(2) 
Александър Григоров(2005-07-26) - плеймейкър(1)
Александър Стоянов(2006-02-08) - гард-крило(2-3)
Александър Янев(2008-03-31) - гард-крило(2-3) 
Валентин Попов(2002-06-26) - тежко крило(4) 
Васко Димитров(2005-03-01) - плеймейкър(1) 
Веселин Каменов(2006-05-08) - комбо гард(1-2) 
Виктор Костов(2006-08-05) - крило(3) 
Виктор Митев(2004-06-09) - крило(3) 
Георги Бъчваров(2006-12-29) - гард-крило(2-3) 
Георги Нановски(2004-05-18) - крило(3) 
Даниел Дамбулов(2008-07-02) - крило-тежко крило(3-4) 
Деян Иванов(2006-03-23) - крило-тежко крило(3-4) 
Димитър Топалов(2006-09-29) - комбо гард(1-2) 
Ивайло Илиев(2007-03-08) - гард-крило(2-3) 
Константин Дичев(2005-05-07) - гард-крило(2-3) 
Марио Николов(2004-08-15) - плеймейкър(1) 
Мартин Георгиев(2006-07-02 - център(5) 
Мартин Кръстев(2006-06-28) - гард-крило(2-3) 
Николай Деведжиев(2006-07-28) - крило-тежко крило(3-4) 
Николай Недялков(2007-04-24) - крило-тежко крило(3-4) 
Одислав Маринов(2004-12-28) - гард-крило(2-3)

## Състав жени сезон 2007/2008
| №        |       | Играч              | Позиция       | Години | Ръст    |
| Крила    | Крила | Крила              | Крила         | Крила  | Крила   |
| -------- | ----- | ------------------ | ------------- | ------ | ------- |
| 4        |       | Емануела Толева    | Крило         | 21 г.  | 181 см. |
| 7        |       | Ренета Дикова      | Крило         | 23 г.  | 180 см. |
| 6        |       | Анна-Мария Божкова | Крило         | 17 г.  | 183 см. |
| 12       |       | Тонка Тенчева      | Крило         | 18 г.  | 180 см. |
| 10       |       | Доротея Толева     | Тежко Крило   | 21 г.  | 180 см. |
| 10       |       | Мила Виденова      | Тежко Крило   | -      | -       |
| Гардове  |       |                    |               |        |         |
| 13       |       | Стефка Николова    | Плеймейкър    | 17 г.  | 170 см. |
| 14       |       | Даниела Делева     | Плеймейкър    | 18 г.  | 168 см. |
| 11       |       | Бойка Зарева       | Плеймейкър    | 23 г.  | 170 см. |
| 5        |       | Христина Деянова   | Атакуващ Гард | 23 г.  | 175 см. |
| Центрове |       |                    |               |        |         |
| 8        |       | Лиляна Илиева      | Център        | 19 г.  | 188 см. |
| 9        |       | Златина Калоферова | Център        | 21 г.  | 192 см. |
| 15       |       | Цветелина Николова | Център        | 19 г.  | 190 см. |